# 20246 Frappa
20246 Frappa (1998 ER6) là một tiểu hành tinh vành đai chính được phát hiện ngày 1 tháng 3 năm 1998 bởi Khảo sát tiểu hành tinh OCA-DLR ở Caussols.